# Offenbarung von 1886

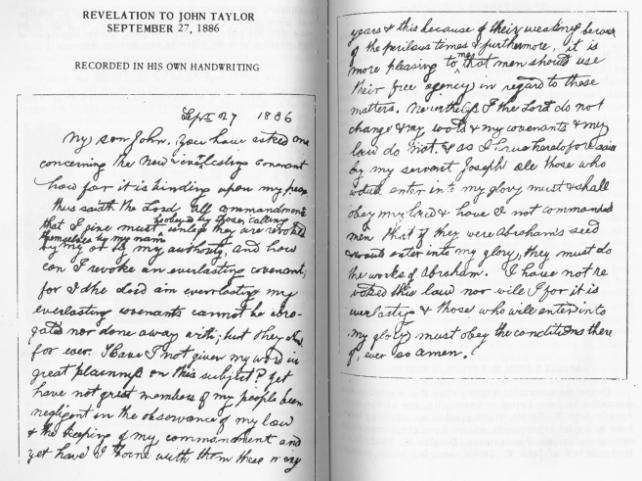
Foto der handschriftlichen Offenbarung von John Taylor

Im fundamentalistischen Mormonentum ist die Offenbarung von 1886 ein Dokument, das der dritte Präsident der Kirche Jesu Christi der Heiligen der Letzten Tage, John Taylor, geschrieben haben soll. Diese Offenbarung sollte zusammen mit der Offenbarung von Joseph Smith die Weiterführung der Polygamie rechtfertigen. Die Kirche Jesu Christi der Heiligen der Letzten Tage sieht das Dokument nicht als authentisch an und verweist auf ihre Offenbarungen von 1890 und 1904. Auch andere haben die Interpretation der Offenbarung in Frage gestellt.
Im Jahr 1911 behauptete John W. Taylor, Sohn von John Taylor und ein Apostel der Kirche, dass er die Offenbarung unter den Papieren seines Vaters gefunden habe. Dies geschah nach dem Tod von John Taylor im Jahr 1887. Unglücklicherweise war das Dokument in der Handschrift seines Sohnes geschrieben. Fotografien des originalen Dokuments existieren, aber das Dokument gibt es nicht mehr. Untersuchungen haben ergeben, dass das Dokument in der Handschrift von John Taylor geschrieben ist. Im Jahr 1912 veröffentlichte der fundamentalistische Mormone Lorin C. Woolley die Behauptung, dass fünf Abschriften des Dokuments dem Apostel George Q. Cannon (und vier anderen Männern, die keine Offiziellen der HLT-Kirche waren) überbracht wurden, um es für die Nachwelt zu erhalten.
Lorin C. Woolley verwies auf diese Offenbarung, als Grund seiner Weiterführung der Polygamie.
Diese Offenbarung wird heutzutage noch benutzt, um die Polygamie zu rechtfertigen.
Der mormonische Historiker Richard S. Van Wagoner verweist darauf.

## Text der Offenbarung
Der Text der Offenbarung lautet:
1886 Revelation
Given to President John Taylor September 27, 1886
My son John, you have asked me concerning the New and Everlasting Covenant how far it is binding upon my people.
Thus saith the Lord: All commandments that I give must be obeyed by those calling themselves by my name unless they are revoked by me or by my authority, and how can I revoke an everlasting covenant, for I the Lord am everlasting and my everlasting covenants cannot be abrogated nor done away with, but they stand forever.
Have I not given my word in great plainness on this subject? Yet have not great numbers of my people been negligent in the observance of my law and the keeping of my commandments, and yet have I borne with them these many years; and this because of their weakness—because of the perilous times, and furthermore, it is more pleasing to me that men should use their free agency in regard to these matters. Nevertheless, I the Lord do not change and my word and my covenants and my law do not, and as I have heretofore said by my servant Joseph: All those who would enter into my glory must and shall obey my law. And have I not commanded men that if they were Abraham’s seed and would enter into my glory, they must do the works of Abraham. I have not revoked this law, nor will I, for it is everlasting, and those who will enter into my glory must obey the conditions thereof; even so, Amen.

## Weitere Literatur
- Unveröffentlichte Offenbarungen in der Enzyklopädie des Mormonismus